# Brúni hvíti Háreksson
Brúni hvíti Háreksson (apodado el Blanco, n. 794) fue el primer colono noruego que ocupó la región norte de Skagafjörður, «entre Mjóvadalsár y Ulfsdala», en Islandia. Era hijo del jarl Hárekur de Oppland (n. 762); a diferencia de muchos de sus compatriotas, su migración a la isla fue voluntaria, sin conflictos con el régimen de Harald I de Noruega.